# Dragonfly (musikgrupp)
Dragonfly är ett kroatiskt band som tillsammans med Dado Topić deltog i Eurovision Song Contest 2007 med låten Vjerujem u ljubav (sv: Jag tror på kärleken).